# Bass Culture
| 전문가 평가                   | 전문가 평가 |
| 평가 점수                     | 평가 점수   |
| 출처                          | 점수        |
| ----------------------------- | ----------- |
| 올뮤직                        | [ 1 ]       |
| 로버트 크리스트가우           | B+          |
| 롤링 스톤 앨범 가이드         | [ 3 ]       |
| 스핀 얼터너티브 레코드 가이드 | 7/10        |
| 사운즈                        | [ 5 ]       |

《Bass Culture》는 덥 시인 린턴 퀘시 존슨의 음반으로 1980년 아일랜드 레코드를 통해 발매되었다. 린턴 퀘시 존슨과 데니스 보벨(블랙베어드(Bleackbeard)로 크레딧에 표기됨)이 프로듀싱하였고, 보벨, 로이드 "자 버니" 도널드슨, 웹스터 존슨은 마툼비의 멤버이다.
트랙 "Reggae fi Peach"는 런던에서 국민전선에 반대하는 반나치 연맹과의 시위에서 경찰에게 살해된 운동가 블레어 피치를 기리는 곡이다.

## 트랙 리스트
1. "Bass Culture" – 6:04
2. "Street 66" – 3:43
3. "Reggae fi Peach" – 3:09
4. "Di Black Petty Booshwah" – 3:36
5. "Inglan Is a Bitch" – 5:26
6. "Loraine" – 4:08
7. "Reggae Sounds" – 3:09
8. "Two Sides of Silence" – 2:13

## 크레딧
- 린턴 퀘시 존슨 – 보컬
- 플로이드 로슨 (트랙 1, 6), 비비언 웨더스 (트랙 2–5, 7–8) – 베이스
- 로이드 "자 버니" 도널드슨 (트랙 1, 3–8), 윈스턴 커니프 (트랙 2) – 드럼, 퍼커션
- 존 크피아예 – 기타
- 데니스 보벨, 웹스터 존슨 – 키보드
- 딕 커셀 – 헨리 "버튼스" 테니예 – 플루겔호른, 트럼펠
- 줄리오 핀 – 하모니카
- 클린턴 베일리, 에버럴드 "파리" 포레스트 –퍼커션
- 제임스 댄튼 – 알토 색소폰
- 헨리 "버튼스" 테니예 – 테너 색소폰
- 리코 – 트롬본

기술
- 데니스 보벨 – 엔지니어링, 믹싱
- 존 캐프리, 마크 앤절로 루사르디 – 엔지니어링
- 데니스 모리스 – 슬리브 콘셉트 및 디자인